# Space cowboys
Space cowboys és una pel·lícula estatunidenca dirigida per Clint Eastwood i estrenada l'any 2000. Està doblada al català.

## Argument
Quatre veterans pilots de l'exèrcit de l'aire dels Estats Units veuran complerts els seus desitjos de convertir-se en astronautes i viatjar a l'espai amb quaranta anys de retard, en haver de reparar un gran satèl·lit de comunicacions rus l'òrbita del qual ha degenerat i corre perill de caure a la Terra, i els sistemes van ser dissenyats per un d'ells, Frank Corvin, capità de la missió. Després d'un sever, i de vegades hilarant, entrenament, els problemes seran més grans del que s'esperava allà dalt.

## Repartiment
- Clint Eastwood: Coronel Frank Corvin, Ph.D., USAF (Ret.)
- Tommy Lee Jones:[2] Coronel William 'Hawk' Hawkins, USAF (Ret.)
- Donald Sutherland: Capità Jerry O'Neill, USAF (Ret.)
- James Garner: Captità, Reverend 'Tank' Sullivan, USAF (Ret.)
- James Cromwell: Bob Gerson
- Marcia Gay Harden: Sara Holland
- William Devane: Eugene 'Gene' Davis
- Loren Dean: Ethan Glance
- Courtney B. Vance: Roger Hines
- Rade Šerbedžija: General Vostow
- Barbara Babcock: Barbara Corvin
- Blair Brown: Dr. Anne Caruthers
- Jay Leno: Ell mateix
- Toby Stephens: Frank Corvin el 1958
- Eli Craig (filla de l'actriu Sally Field): Hawk Hawkins el 1958
- John Mallory Asher: Jerry O'Neill el 1958
- Matt McColm: Tank Sullivan el 1958